# Kammerorchester Berlin
Das Kammerorchester Berlin besteht seit 1945.  Leiter wurde der Dirigent Helmut Koch. Bereits in den 1950er Jahren gelang es dem Orchester, sich einen Namen zu machen. Es erhielt unter anderem den Japanischen Schallplattenpreis und den Grand Prix du Disque für Antonio Vivaldis Juditha triumphans, L’Orfeo von Claudio Monteverdi und Wolfgang Amadeus Mozarts Betulia liberata sowie den Goethepreis der Stadt Berlin. 
In den 1970er, 1980er und Anfang der 1990er Jahre war das Kammerorchester Berlin mit dem Tenorsänger und
Dirigenten Peter Schreier verbunden, mit dem es auf zahlreiche Tourneen ging; es entstanden mehrere CD- und Fernsehproduktionen. Unter anderem wurden sämtliche weltliche Kantaten von Johann Sebastian Bach für das deutsche Fernsehen produziert. In dieser Zeit arbeitete das Orchester mit dem Trompeter Ludwig Güttler, mit Vittorio Negri und den Dirigenten Kurt Masur, Heinz Schunk und Jeffrey Tate.
Ab dem Jahr 1995 bis in die Gegenwart arbeitete das Kammerorchester Berlin vor allem mit den künstlerischen Leitern Michael Sanderling, Katrin Scholz und Michael Erxleben zusammen. Verschiedene Einspielungen entstanden bei edel Berlin Classics. 
Das Kammerorchester Berlin bekam Einladungen zum Rheingau Musik Festival, zu den Festspielen Mecklenburg-Vorpommern, zum Choriner Musiksommer, zum Festival de Música de Canarias und zum Musikfestival in Pollença auf Mallorca. Es gastierte weltweit, darunter in Japan, in die USA, Polen, der Türkei, Spanien, Brasilien, Argentinien und Chile. 
Heute arbeitet das Kammerorchester mit zahlreichen Solisten zusammen, darunter Gábor Boldoczki, dem Pianisten Paul Lewis, 
Saleem Abboud Ashkar, Matt Haimovitz, David Fray und Katrin Scholz. Das Kammerorchester Berlin bestreitet eigene Konzertreihen im Konzerthaus Berlin und in der Berliner Philharmonie.